# Chiesa di San Bartolomeo (Faenza)
La chiesa di San Bartolomeo è un edificio sacro situato nel centro storico di Faenza. Costruita nei primi anni del XIII secolo, conserva parte della sua struttura originaria. Restaurata dopo la prima guerra mondiale, oggi è il Sacrario dei Caduti di tutte le guerre. Vi si celebrano le Messe in ricordo dei Caduti nonché iniziative di carattere storico e culturale. La proprietà è della Parrocchia dei SS. Agostino e Margherita ed è in comodato al Comune di Faenza, che ne segue la manutenzione con la collaborazione dell’Associazione Nazionale Alpini.

## Storia
La chiesa di San Bartolomeo è uno degli edifici più antichi di Faenza. La sua costruzione risale al IX secolo. L’edificio sorge sopra una piccola altura: è presumibile che nei pressi sorgesse il Palatium regium di epoca romana, cioè la residenza del console. La prima testimonianza scritta della chiesa risale solo all'8 febbraio 1159. Nel 1171 Faenza fu in gran parte distrutta da un incendio che si propagò da San Bartolomeo fino a porta Ravegnana e dal Duomo fino alla chiesa di Santo Stefano. I danni alla chiesa furono talmente ingenti che i resti furono abbattuti e l'edificio venne ricostruito. Il tempio che possiamo apprezzare oggi è un magnifico esempio di architettura romanica il cui stile, fra XII e XIII secolo, raggiunse forme standardizzate.
La riedificazione avvenne nel 1209, data tramandataci da un'antica lapide, oggi andata perduta, ma della quale si conosce l’iscrizione:
(Iscrizione dedicatoria della ricostruzione della chiesa di San Bartolomeo)
Il riferimento nell'iscrizione a Sant'Eustachio induce a supporre che questi fosse compatrono e che avesse nell’antica chiesa un altare proprio. Della lapide si conserva una ricostruzione grafica del Prof. Arch. A. M. Vassura.
Molti dei rettori di San Bartolomeo appartennero a famiglie nobili faentine come, ad esempio, i Regnoli (con il parroco Antonio nel 1430) e i Severoli (con tre parroci tra il 1507 e il 1566, di cui il terzo, Cesare, provvide nel 1569 al restauro e alle decorazioni).
Nel periodo napoleonico la chiesa fu soppressa (1810). L’ultimo parroco fu don Ignazio Montanari. A seguito della soppressione l’edificio fu acquistato dai Conti Gessi che nel 1819 lo cedettero alla Confraternita di Sant’Antonio Abate, insediatasi a Faenza a partire dal 1798. Nel 1912 la proprietà dell'edificio passò alla chiesa parrocchiale dei SS. Michele e Agostino, alla quale tuttora appartiene.

## Monumento nazionale
Nel 1910 la chiesa di San Bartolomeo fu dichiarata monumento nazionale per l’interessamento dell’ispettore onorario Gaetano Ballardini, noto storico dell'arte. L’edificio era però in cattive condizioni per cui fu necessario effettuare un ampio risanamento conservativo e vasti interventi di ristrutturazione. I finanziamenti provennero dal Comune insieme alla Sovrintendenza, alla Curia vescovile, alla Confraternita di Sant’Antonio Abate, alla parrocchia dei SS. Michele e Agostino e ai cittadini.
La chiesa venne chiusa al culto. Il restauro, durato vari anni, fu volto a restituire alla chiesa l'armonia originale. I lavori riguardarono la ricostruzione del tetto, il rifacimento dei muri diroccati e il restauro di porte e finestre. Nel 1920, accogliendo la richiesta della signora Teresina Pirazzini, presidente della sezione faentina dell’Associazione nazionale famiglie caduti e dispersi in guerra, si decise di consacrare la chiesa a tempio votivo della Vittoria della Prima guerra mondiale.
Con il consenso delle autorità civili e militari, nel 1923 si costituì un comitato e, dopo diverse interruzioni, il 24 maggio 1935 i lavori - condotti dall'ingegner Giovanni Antenore - terminarono ed il vescovo di Faenza, Ruggero Bovelli, consacrò il tempio nella sua nuova funzione di famedio dei Caduti.

## L'interno
Avendo il restauro degli anni 1920-1930 lo scopo di recuperare l'armonia originale dell'edificio, tutte le parti aggiunte dopo la sua edificazione nel XIII secolo sono state eliminate.
Oggi le pareti sono spoglie (sono rinvenibili tracce di affreschi tardomedievali). L'interno dell'edificio è stato ricreato in stile romanico, come dimostrano la gradinata, le transenne e l'altare in pietra chiara di San Marino. 
A questi sono giustapposti altri elementi che sono facilmente riconoscibili come novecenteschi: dal pavimento in cotto ai bracieri déco, fino alla croce dipinta realizzata dal faentino Roberto Sella. Le finestre dell’abside sono state realizzate con lastre sottili di alabastro; sono novecentesche anche le porte in legno, il crocifisso in ferro e i quattro candelabri dello stesso materiale.
Sulle pareti interne sono state apposte epigrafi in marmo con incisi i nomi dei militari caduti nella Prima guerra mondiale; sopra queste, dopo la Seconda guerra mondiale furono aggiunti i nomi dei militari caduti in quel conflitto.
A fianco dell’altare si trovano due lapidi: una con i nomi dei caduti nelle Guerra d'Etiopia e nella Guerra civile spagnola, mentre dal lato opposto una con i nomi dei 54 militari tumulati nella cripta.
Tra i soldati sepolti diversi sono stati decorati con Medaglie al Valor Militare: Domenico Marri (argento e bronzo), Don Antonio Pirazzini (argento) e Luigi Ancarani (bronzo). Nel 1955 vi furono traslate le spoglie del tenente dei Bersaglieri Giacinto Cova, caduto a Ridotta Capuzzo (Libia) nel secondo conflitto mondiale e decorato con Medaglia d’Oro.